# 報道被害
報道被害（ほうどうひがい）とは、マスメディアが犯罪などの事件や出来事を報道する時、誤報や事実と確認されていない事を決めつけた報道をしたり、事実を故意に編集して誇張した報道をしたり、必要以上の過剰報道により、被報道者の生活基盤、人間関係、名誉などを破壊してしまうことをいう。メディア・パニッシュメント（報道断罪）はこの一つ。また、「風評被害」のように、正しい情報を政府やマスコミが報道しない事によっても引き起こされる。

## 概要
事実を作為的な編集や誇張をした偏向報道、それらによる意図的な社会的制裁によって、それを見聞きした人が誤認してしまう場合がある。
事実とは確認されていない事柄を『○○は××か？』などという具合に、末尾の文字や疑問符を小さく表示したりするケースがみられる。
誤報や誤解を生じる内容であったことが明らかになっても訂正されなかったり、また訂正文が掲載されても、先の本文ほどには目立たない形で書かれる傾向にある。そのため、必ずしも被害者の不名誉が払拭されるとはいいがたい。そのため、被害者が民事裁判で謝罪広告の掲載などを要求することがある。
また、報道被害を受けた者がその報道の根拠として情報源の開示を要求しても、「取材情報源の秘匿」を理由に拒否される場合もあり、被害者の「身の潔白」の証明を阻害する要因となっている。

## 報道の自由と人権侵害
人は真実を知る権利と同様に、秘密を守る権利も持っている。よって知る権利と被報道者のプライバシーのどちらを優先させるべきかは非常に難しい問題である。ただし「知る権利」は、いまだ確立された権利とまでは言えず、私人に行使する場合には、内容の公共性・公益性のみならず、プライバシー領域にまで踏み込む必要性も検討する必要がある。
また、社会的注目度の高い犯罪を起こしたという「疑惑」を、大々的かつ継続的に報道された場合、無罪確定後や無実が確認された後も、他人から疑いの目を持たれ続けてしまう（ロス疑惑・松本サリン事件など）。また日本のマスコミは、「逮捕イコール有罪・犯罪者」と決めつけて報道し、無罪判決や誤認逮捕が判明した場合でも、既に懲戒解雇や離婚や家庭崩壊の被害を受けている例がある（三億円事件など）。
これらの結果、法的・形式的には名誉回復という形になっても、長期にわたり偏見に晒され続けた結果「社会的抹殺」に等しい状況に追い込まれてしまう。また、たとえこの被害を争点とした裁判を提起して勝訴し、マスコミに謝罪広告や検証番組を出させたところで、結局はマスコミ報道によって、破壊された元の生活が取り戻せないというケースもある（参考：痴漢冤罪）。

## 報道被害の実例

### イギリス
記者が編集部の承認のもと、個人情報を探偵などの第三者を介して違法に取得することが近年まで横行していた。パソコンや携帯電話を不法にハッキングしたり、公務員（特に警察）に賄賂を払い個人情報を取得するなどの違法行為が常態化しており、ブラウン首相の男児が不治の遺伝病（CF病）にかかっていることなども個人のプライバシーを無視して大々的に報道されていた。他にも天才少女歌手として有名なシャーロット・チャーチの母親の精神疾患のカルテを違法に入手し、この内容を暴露すると脅迫し、引換にインタビューを勝ち取るなどの行為が明らかになった。他にも近親者しか知りえない情報がスクープされセレブの家族間で不和が生じたり、エル・マクファーソンのマネージャーが機密保持義務を破ったとの疑いをかけられ解雇されるなどの二次的な被害も存在した。しかし実際に政治家のスキャンダルや汚職などがこのような不法行為で暴かれることもあり、芸能人はもともと実生活を売り物にする職であるとの認識から著名人に対する違法行為に対して世論はおおむね寛容であった。ところが、調査の段階でタブロイド紙が一般人である犯罪被害者さえも違法なハッキングのターゲットにしていたことが明らかになる。
特に問題になったのは、タブロイド紙の「ニュース・オブ・ザ・ワールド」を発行していたニューズ・インターナショナル（現News UK）が行っていた一連の電話盗聴スキャンダルだった（ニューズ・インターナショナル電話盗聴スキャンダル）。同社は1990年代から政界や王室をターゲットとして電話盗聴を行っていたことが2005年から2007年の捜査で判明していたが、2011年に新たに誘拐殺人事件の被害者である13歳の少女の携帯電話の留守電機能にハッキングを行っていたことが発覚した。同社は被害者の携帯電話の番号を入手し留守電機能に残されたメッセージを違法にアクセス、その後に憶測に基づいて誘拐ではなく単なる家出であるとの疑惑を報道するが、この事件では後に被害者の少女が遺体で発見された。更にロンドン同時爆破事件の被害者遺族の携帯電話の不法傍受などの一連の人権侵害も行っていたことまでが発覚したことで国民の怒りが爆発。結果、日曜版としては発行部数一位を誇っていたニュース・オブ・ザ・ワールド紙は広告主が次々と契約を打ち切る中で廃刊に追い込まれ、当時の編集長の逮捕、更には当時の親会社であったニューズ・コーポレーションが行っていた企業買収の失敗にまで影響を及ぼしている。
その後、議会の証人喚問で違法行為がマスコミ全体で横行していることが明らかになり、他の新聞社でも違法行為が判明した記者が複数逮捕されるなどマスコミ全体を揺るがす一大スキャンダルに発展し、イギリスでは報道の活動を法的に規制する立法が成立する見通しである。

### 日本
- 被疑者としての実名報道による被害
  - 三億円別件逮捕事件 - 府中市の自動車運転手が容疑者として逮捕されるが、後にアリバイが確認され、三億円事件に無関係であることが確定。しかし釈放されるまで、新聞各社が犯人扱いで学歴、職歴、性格、家庭環境まで事細かく暴露。このため本人は職を失い、家族は一家離散。さらにその後も真犯人の見つからない中で「三億円事件の容疑者として逮捕された」との世間の偏見と事件に関するコメントを執拗に求めるマスコミ関係者に悩まされ職を転々とし、2008年9月に自殺。
  - 松本サリン事件 - 第一通報者の河野義行は妻がサリンで重体に陥り（2008年に死亡）、自らもサリンによる被害を受けたが、長野県警察は農薬からサリンを合成したとの疑いで河野を捜査対象とした。長野県警の発表や、河野を犯人視する捜査関係者からのリーク情報、マスコミによる周辺取材などにより、マスコミ報道でも河野を犯人視したものがあった[1][2]。その後、河野は「敵」ともいえるマスコミの取材を積極的に受け、捜査を批判し検証報道に協力[3]。農薬からサリンを合成することが化学的に不可能なことなどが報じられ、読売新聞は山梨県上九一色村で、警察当局がサリンを生成した際の残留物質を検出したことを1995年1月にスクープした[4]。1995年3月には地下鉄サリン事件が発生。サリンを使った両事件はオウム真理教（教祖：麻原彰晃）による一連の事件だと明らかになり、各メディアや国家公安委員長の野中広務が河野に謝罪した。

- 過剰報道による被害
  - 2020年に入ってから感染が拡大した新型コロナウイルス感染症において休業要請が発令された際、根拠の無い理由でパチンコ店が槍玉に挙げられた。資金面などの都合から倒産・廃業を回避するために止むを得ず営業を続ける店舗を連日報道し、政府・政治家までもがこの過剰報道に乗っかって店名を積極的に公表するなどしたため、クラスター感染が発生した事実もないのに報道に煽られた者たちから偏見的に批判され、多くの店舗が倒産・廃業に追い込まれた。
  - 2020年初頭において報道メディアが挙って医療物資の不足を懸念する報道を必要以上に繰り返したことで、報道に煽られた多くの民間人がドラッグストアなどに殺到し、マスクやトイレットペーパーなどの紙製品の品薄・入荷未定現象を引き起こし、高額で転売する転売屋の出現や、入手できないストレスの矛先が立場の弱い店員に向けられるなどの被害が相次ぐに至った。

- 被疑者・被告人・犯人の匿名報道による被害（警察やマスコミが正しい情報を報道しないことや、不適切な報道による被害）
  - 日本では少年犯罪は原則的に匿名報道[注釈 1]となるため、インターネット上で犯人探しが行われ、無関係の人物が犯人扱いされ、個人情報掲載、脅迫、誹謗中傷などの被害を受けることもある。スマイリーキクチ中傷被害事件では、スマイリーキクチが「女子高生コンクリート詰め殺人事件[注釈 2]の犯人の1人だ」と匿名掲示板に『根も葉もない噂』を書き込まれる、川崎市中1男子生徒殺害事件では、無関係の人物が人混みに恐怖を感じるようになるといった事態が発生している[5][6]。「家庭裁判所の審判に付された少年」または「少年時に犯した罪により公訴を提起された者」の実名報道は少年法第61条で禁止されている（但し罰則はない）が、逮捕・勾留段階での実名報道は禁止されていない。しかし、警察は被疑者の氏名を公表しないことが多い上、公表してもマスコミはそれを報道しないことが多い。
  - JA共済の自爆営業を内部告発した職員の証言が、TBS系列の「News23」で2023年1月12日に放送されたが、プライバシー保護のためのモザイク処理が自宅や腕時計にされておらず、不十分であったことで、その職員の同僚が左遷され、自身も「身バレ」してしまい、退職せざるを得なかったという報道被害が発生した[7]。
- 被害者及び家族への被害（メディアスクラム）
  - みどり荘事件では大分合同新聞をはじめとするマスコミの断定的な報道により逮捕・起訴された男性（後に無罪）とその家族への報道被害が発生した。
  - 富山・長野連続女性誘拐殺人事件、女子高生コンクリート詰め殺人事件[8]
    - 富山・長野連続女性誘拐殺人事件では、富山県内で発生した殺人事件の被害者である女子高生に対する報道被害と[9][10]、犯人である女性死刑囚の共犯者として逮捕・起訴された男性（後に無罪が確定した冤罪被害者）に対する報道被害が発生している[11]。

  - 坂本堤弁護士一家殺害事件 - 詳細はTBSビデオ問題を参照[12]。
  - 坂出3人殺害事件 - 真犯人が逮捕されるまでの間、行方不明になっていた被害者3人の家族を犯人視する報道がなされた[13]。
- 趣味に対する差別助長
  - 東京・埼玉連続幼女誘拐殺人事件 - 犯人の宮﨑勤が自室に所有していた6000本近いビデオテープの中にアニメ、アイドル、ホラービデオ、ロリコン雑誌などが含まれていたことが大きく報道され、同様の趣味を持つ者に対する偏見と差別が強まった。報道の影響で、ホラー作品の廃盤やテレビ放送の自粛、性的描写への規制が行われた。この事件以降、「おたく」という語が一般に広く知られるようになった。
- 個人の特徴に対する差別助長
  - 附属池田小事件 - 犯人が『男は精神科に通院中で…』と、ことさら精神科に通院していた事（病歴報道）を、誇張して報道した事に関して、精神障害者に対する偏見と差別が強まったと、全国精神障害者家族会連合会（全家連）が精神科医を通して事件後の精神障害者に対する報道被害の様子の変化を調査している。「大教大池田小児童殺傷事件の報道について」（2001年6月8日付）と「小学校児童殺傷事件報道について」の見解では、『安易な報道によって、「精神障害者は危険だ」という社会の偏見がより強くなりました。（中略）これは「報道被害」であるといっても過言ではありません』と、報道機関を非難した[14]。
- 医療過誤による医療システムへの報道被害は、医療崩壊の大きな原因の一つとされている。また、科学的に同定されていない『ワクチンの副反応』報道は、日本におけるワクチンの信頼性が低下し、予防接種率が低下する要因にもなっている。
  - 大淀病院事件 - 福島県立大野病院事件
  - 新三種混合ワクチン - 風疹ワクチン - 麻疹ワクチン
  - インフルエンザワクチン
  - 日本脳炎ワクチン
  - ポリオワクチン
  - ヒトパピローマウイルスワクチン
- エンターテイメント
  - 投資ジャーナル事件 - 倉田まり子が、1985年に580億円を詐取したとされ逮捕された投資ジャーナル社の会長・中江滋樹から貰った7000万円の資金で家を買ったなどとされた。この際、週刊誌およびテレビの報道では「清純派アイドルの堕落」などと題し、性的接待を示唆、倉田が乱れた関係で得た金で豪遊している"悪女"として、テロップと解説付きで放送された。倉田は会見を開き、一歩も引かず釈明するも、記者たちからは厳しい言葉が飛び交った。2度目の記者会見で彼女は呆れたような素振りをみせている。のちに7000万円はファンであった中江に弱小事務所から大手事務所への移籍料として借りたものであったと判明。結局、倉田は疑惑は払拭されるも、名誉回復ならず芸能界引退の道を選んだ。のちに中江もインタビューで倉田と男女関係はなかったと否定している。